# Conus subaequalis
Conus subaequalis é uma espécie de gastrópode do gênero Conus, pertencente a família Conidae.